# 1929 en Palestine mandataire
Chronologie de la Palestine
- 1925
- 1926
- 1927
- 1928
- 1929
- 1930
- 1931
- 1932
- 1933

Cette page concerne les évènements survenus en 1929 en Palestine mandataire :

## Évènements
- 14 août : Un rassemblement de 6 000 personnes à Tel Aviv, organisé par la Fédération mondiale de la jeunesse hébraïque et auquel participent des révisionnistes et des sionistes religieux du Mizrachi, adopte quatre résolutions et appelle le Grand Rabbinat et le Comité Klausner à poursuivre la lutte politique pour le mur des Lamentations.
- 23-29 août : Émeutes en Palestine mandataire.
- 24 août : Massacre d'Hébron.

## Création
- 18 février : Fondation de la colonie agricole de Netanya.
- 23 mai : Le mouvement de jeunesse sioniste religieux Bnei-Akiva est fondé à Jérusalem.
- 23 juillet : Le Comité pour le mur des lamentations (en) est créé par Yosef Klausner, professeur de littérature hébraïque moderne à l'université hébraïque, pour défendre les droits des Juifs au mur des Lamentations.

## Sport
- Saison 1928-1929 en Palestine mandataire (en) (football)
- Coupe de la Palestine (1929) (en) (football)

## Naissances
- 11 janvier :
  - Rafael Eitan, militaire (décédé en 2004).
  - David Maimon (en), militaire et chef de l'administration pénitentiaire israélienne (décédé en 2010).
- 3 mars : Mordekhaï Eliyahou}, rabbin (décédé en 2010).
- 1er mai : Tamar Bornstein-Lazar (en), écrivain israélien pour enfants.